# Augsburger Puppenkiste

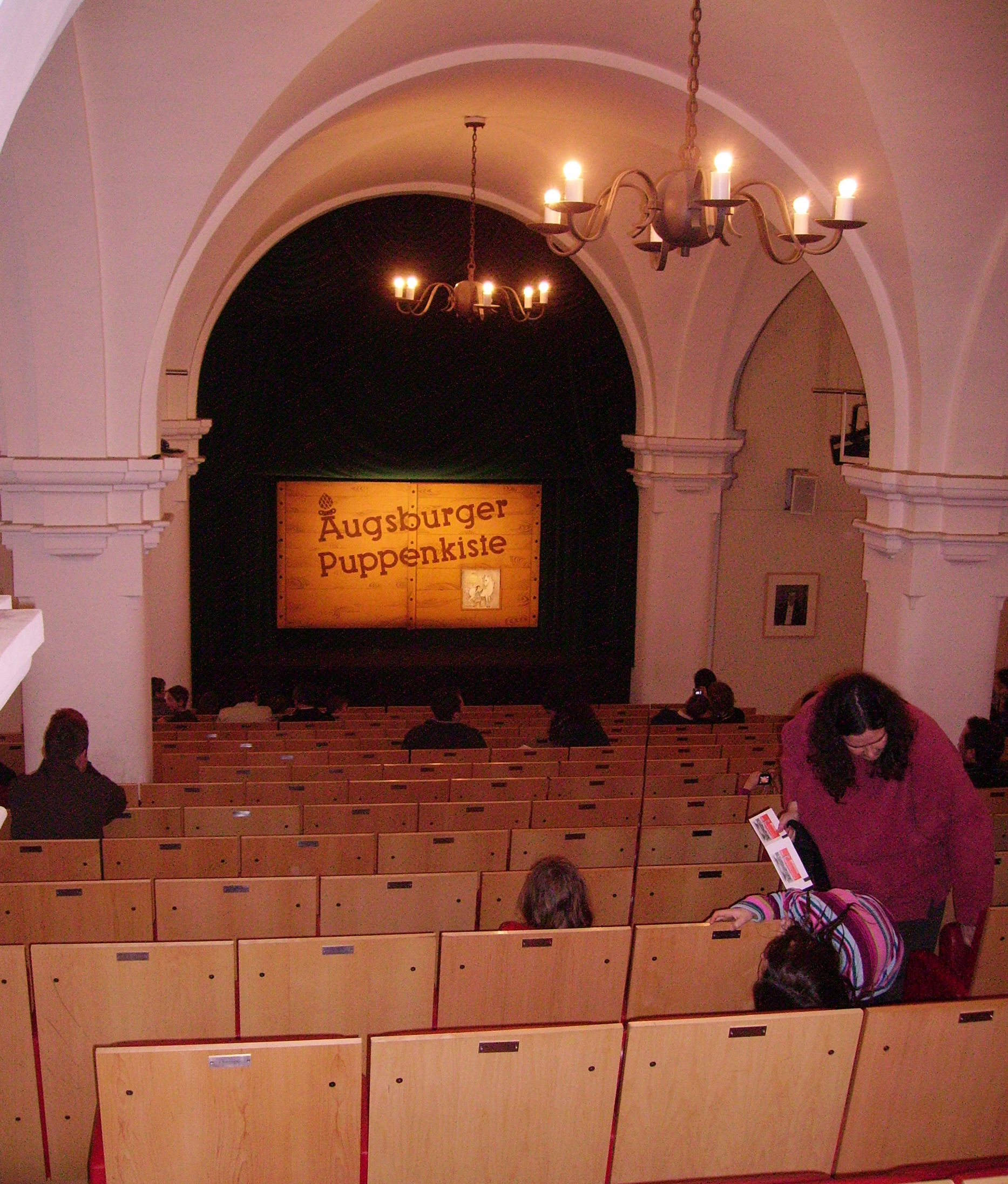
Bühne der Augsburger Puppenkiste (2008)

Die Augsburger Puppenkiste ist ein Marionettentheater in Deutschland. Sie ist untergebracht im historischen Heilig-Geist-Spital in der Augsburger Altstadt und führt seit 1948 Märchen und ernste Schauspiele auf. Mit ihren zahlreichen Fernsehproduktionen (u. a. Stücke über Jim Knopf und Urmel) erlangte die Puppenkiste seit 1953 bundesweite Bekanntheit und zählt heute zu den bekanntesten Bühnen Deutschlands.

## Geschichte

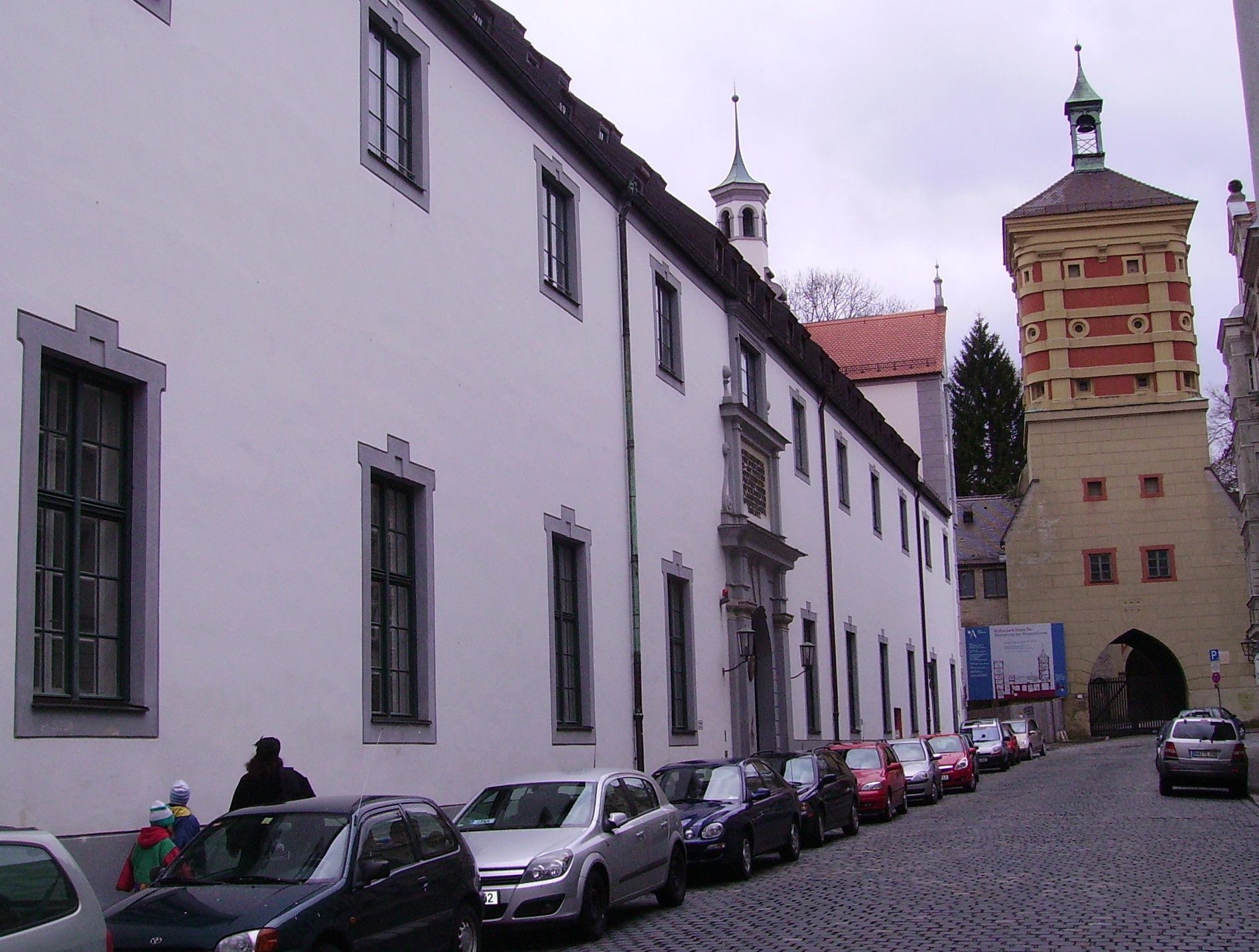
Gebäude in der Spitalgasse (2008)

1943 gründeten Walter Oehmichen (1901–1977) und seine Frau Rose Oehmichen (1901–1985) mit ihren Töchtern Hannelore (1931–2003) und Ulla ein kleines Marionettentheater. Es war der „Puppenschrein“, eine kleine Bühne, die in einem Türrahmen aufgebaut werden konnte. In der Nacht zum 26. Februar 1944 wurde der „Puppenschrein“ bei einem Bombenangriff auf Augsburg zerstört, lediglich eine seiner Rosetten ist erhalten. Die Figuren blieben aber erhalten; Walter Oehmichen hatte sie mit nach Hause genommen, nachdem er eine Vorstellung im Stadttheater Augsburg für die Kinder der Bühnenangehörigen gegeben hatte, wo der Puppenschrein ein Opfer der Flammen wurde. 
Nach Kriegsende begann Walter Oehmichen mit den Planungen für ein neues Puppentheater. Im ehemaligen Heilig-Geist-Spital fand er einen Raum, der als ständiger Aufführungsort dienen konnte. Zunächst musste sich Oehmichen die Spielstätte allerdings mit dem Statistischen Amt teilen.
In der Nachkriegszeit eröffnete Familie Oehmichen, unter dem Namen Augsburger Puppenkiste ihr Marionettentheater am 26. Februar 1948 – auf den Tag genau vier Jahre nach Zerstörung des „Puppenschreins“ – mit dem Stück Der gestiefelte Kater. Als Puppenspieler und Sprecher wurden junge Augsburger Schauspieler verpflichtet, unter ihnen Manfred Jenning. Er wurde schnell zum Hausautor der Puppenkiste. Auch begründete er 1951 mit dem alljährlich wechselnden Silvesterkabarett für Erwachsene eine Tradition, die seither besteht. Die erste „Kabarett“-Premiere wurde am 31. Dezember 1950 präsentiert. 
Zunächst schnitzte Walter Oehmichen die Marionetten, übergab diese Aufgabe aber bald an seine Tochter Hannelore. Unter ihrer Leitung entstanden die berühmten „Stars an Fäden“. Ihre erste Figur schnitzte Hannelore Oehmichen bereits im Alter von 13 Jahren heimlich, weil sie das scharfe Schnitzmesser eigentlich nicht hätte benutzen dürfen. Ihre erste bekannte Figur war Der kleine Prinz. In der Premierenvorstellung des Theaters führte Hannelore den gestiefelten Kater. Oehmichens Frau Rose kleidete die Puppen ein und übernahm als Sprecherin viele Mutter- und Großmutterrollen.
Zum 25. Jubiläum im Jahre 1973 übernahmen Hannelore Oehmichen und ihr Mann Hanns-Joachim Marschall (1927–1999), Schauspieler und ebenfalls lange Jahre in der Puppenkiste tätig, die Leitung des Marionettentheaters. 1977 starb Walter Oehmichen, der bis zu seinem Tode das Theater unterstützt hatte. Rose Oehmichen starb 1985. Tochter Hannelore Oehmichen wurde Inhaberin der Puppenkiste.
Seit Anfang der 1980er arbeitet Klaus Marschall (* 1961), Sohn von Hannelore und Hanns-Joachim Marschall, im Theater mit. 1992 übernahm er die Leitung von seinen Eltern. Hanns-Joachim Marschall zog sich aus dem Theater zurück und starb 1999. Seine Frau Hannelore schnitzte weiter die Figuren und stand auch immer wieder auf der Spielbrücke. Jürgen Marschall (1958–2020), der ältere Bruder von Klaus Marschall, stieg Anfang der 1990er in den Betrieb ein und unterstützte seine Mutter Hannelore bei der Puppenherstellung. Nach ihrem Tod am 16. Mai 2003 trat er ihr Erbe an. Jürgen Marschall hat in den vergangenen Jahren zahlreiche neue Figuren für das Theater geschaffen.
Seit 2011 prägt Regisseur, Autor und Puppenbauer Florian Moch mit seinen Arbeiten das Theater. Er hat zahlreiche neue Puppen und Inszenierungen geschaffen.
Die Spielstätte am Roten Tor wurde im Laufe der Jahre für das Theater räumlich sehr eng. Im Rahmen der Sanierung des Heilig-Geist-Spitals und Planungen für einen „Kulturpark Rotes Tor“ wurden von der Stadt Augsburg weitere Räumlichkeiten im Jahr 2000 zur Verfügung gestellt und ein neuer Theatersaal, dem alten gegenüber gelegen, eingerichtet. Am 21. Oktober 2000 wurde dieser Saal eröffnet.
2024 beteiligt sich die Augsburger Puppenkiste an einer Virtual-Reality-Produktion des Staatstheaters Augsburg, um das Stück der Sandmann von E.T.A. Hoffmann künftig virtuell erlebbar zu machen.

## Kistendeckel

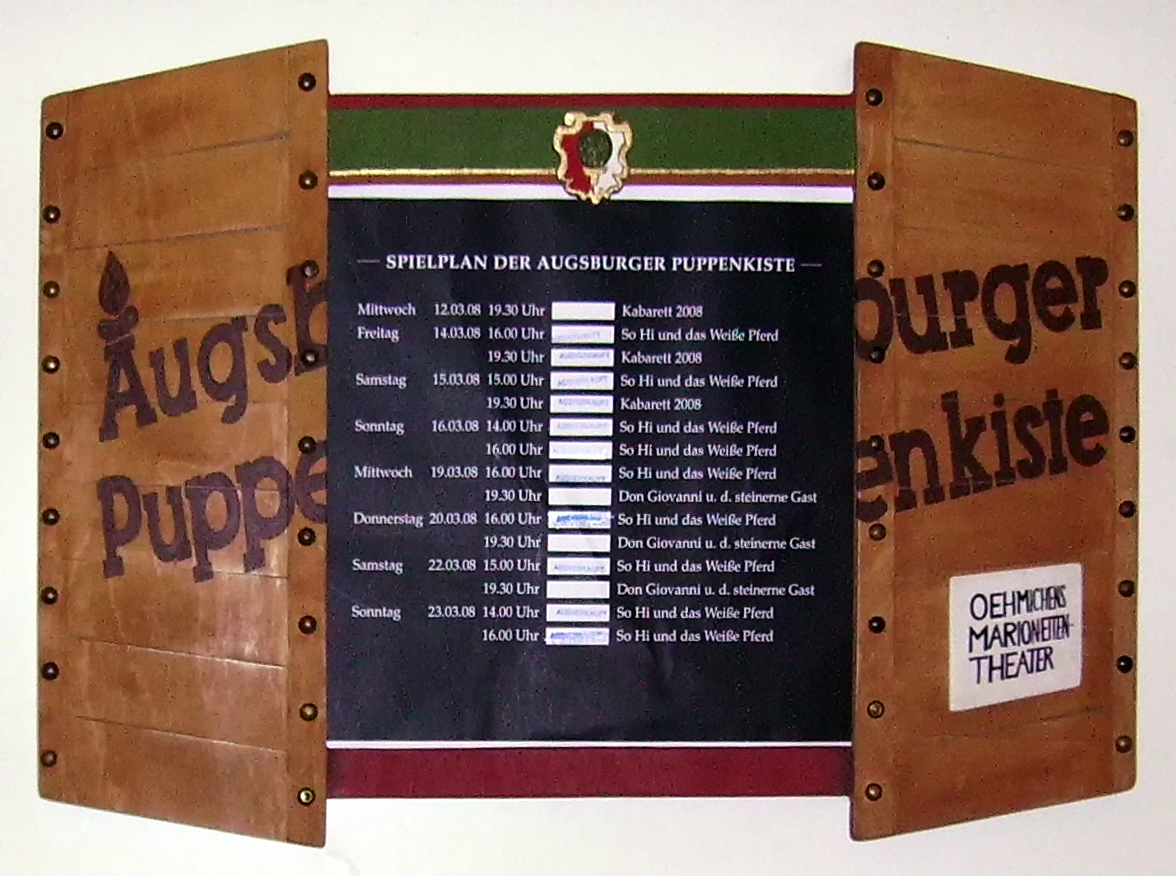
Der Spielplan unter einem typischen Kistendeckel

Markenzeichen des Theaters sind Kistendeckel mit dem schräg gedruckten Namenszug Augsburger Puppenkiste und dem Zusatz Oehmichens Marionettentheater. Der Name Puppenkiste geht auf Walter Oehmichen zurück: Nachdem der „Puppenschrein“ zerstört worden war, sollte sein neues Marionettentheater komplett Platz in einer Kiste finden, um so immer leicht transportfähig zu sein.
Den Bühnenausschnitt (0,90 × 2 Meter) im Theater in Augsburg verschließen zwei überdimensionierte Kistendeckel. Fürs Fernsehen gab es gesonderte, kleinere Deckel, die an die Bildschirmgröße beziehungsweise das Bildschirmformat von 4:3 angepasst waren. Bei fast allen Fernsehproduktionen der Puppenkiste kamen diese Kistendeckel, die nahezu unverändert seit Ende der 1950er Jahre verwendet wurden, zum Einsatz. Speziell für die Produktion Der Raub der Mitternachtssonne (1994) wurde ein neuer so genannter Insertkasten gefertigt, welcher dem Sendeformat 16:9 entsprechend länglicher ist.
Lediglich Fernsehsendungen, die unter alleiniger Beteiligung der Puppenkiste entstanden sind oder sich von den regulären Produktionen des Hessischen Rundfunks abheben sollten, kamen ohne die Kistendeckel aus. Zu nennen sind hier die diversen Folgen für das Sandmännchen (1962–1982), Die Museumsratten (1965–1972), Ich wünsch’ mir was (1968–1970), Wir Schildbürger (1972), Natur und Technik (1972–1976) und Ralphi (2004–2006).

## Theater

### Kinderstücke
Viele klassische Märchen, nicht nur der Brüder Grimm, sondern auch aus Tausendundeine Nacht oder nach Wilhelm Hauff, werden in der Puppenkiste gespielt. Stücke wie Aladin und die Wunderlampe, Der Zwerg Nase oder Frau Holle stehen seit Jahrzehnten in wechselnden Inszenierungen auf dem Spielplan. Der Räuber Hotzenplotz (1966), das beliebteste Stück des Theaters, oder Die kleine Hexe (1971) – beide nach Vorlagen Otfried Preußlers – werden seit ihrer Erstinszenierung unverändert gespielt. 1983 wurde das zweiteilige Stück Wolkenreiter und Sohn gezeigt. Neu in der Puppenkiste ist das Stück Der Zauberer von Oz (2013) und seit 2011 wird Der kleine Wassermann gespielt. Von Dezember 2014 bis Anfang Januar 2015 war Die Weihnachtsgeschichte auf der Bühne zu sehen und 2015 waren neben den genannten Stücken vorwiegend Märchen wie Dornröschen, Rumpelstilzchen oder Hänsel und Gretel im Programm vertreten.

### Stoffe für Erwachsene
Anders, als man es bei einer Puppenbühne vielleicht erwartet, wurden und werden in der Puppenkiste auch viele Bearbeitungen von Stoffen für Erwachsene auf die Bühne gebracht:
Oehmichen inszenierte zunächst viele Stücke, die er am Stadttheater Augsburg, an dem er als Spielleiter tätig war, nicht realisieren konnte, unter anderem Ein Traumspiel von August Strindberg. Waren die ersten Spielzeiten noch schwierig, folgte am 26. Februar 1951 mit Antoine de Saint-Exupérys Der kleine Prinz der Durchbruch für das Marionettentheater. Walter Oehmichen trat hier selbst in der Rolle des Fliegers auf.
Die Erstaufführung von Bertolt Brechts Die Dreigroschenoper in Augsburg durch die Puppenkiste sorgte am 25. September 1960 für Aufsehen. Oehmichen trat hier als Bänkelsänger wiederum selbst auf. Der vier Jahre zuvor in der DDR gestorbene Dichter war in der Zeit des Kalten Krieges ein eher ungeliebter Sohn der Stadt. Immer wieder steht ferner Der Prozess um des Esels Schatten (1962) von Friedrich Dürrenmatt auf dem Spielplan.
Neben ernsten und komischen Stoffen sowie Klassikern wie Dr. Johannes Fausti inszeniert die Puppenkiste auch Opern und andere Musikwerke, vornehmlich nach Vorlagen Mozarts. 1952 brachte Walter Oehmichen sowohl die komische Oper Bastien und Bastienne auf die Bühne als auch Prokofjews musikalisches Märchen Peter und der Wolf. 1985 brachte das Theater Eine kleine Zauberflöte heraus. Das Stück wurde von Oehmichens Schwiegersohn Hanns-Joachim Marschall marionettengerecht umgesetzt. So erhielten die Figuren ihre Stimmen von singenden Schauspielern, große Arien wurden ganz gestrichen. Die kleine Entführung aus dem Serail (1991) wurde erfolgreich nach gleichem Muster inszeniert.
Zum Mozartjahr 2006 inszenierte Klaus Marschall im Jahre 2005 den klassischen Stoff des Don Giovanni als Don Giovanni und der steinerne Gast. In der Rolle des Dieners von Don Giovanni ist der Kasperl der Puppenkiste zu sehen, welcher das Stück mit dem ihm eigenen Witz würzt. Erfolgreich wird jedes Jahr neu das Kabarett gezeigt. Das aktuelle Kabarett-Programm hat immer an Silvester Premiere. In den folgenden sechs Monaten des neuen Jahrs werden rund 100 Vorstellungen gespielt.
2018 feierte Richard Wagners Der Ring des Nibelungen in einer Zwei-Stunden-Fassung Premiere, mit einer Textfassung und unter der Regie von Florian Moch. Für die Musik sorgte Enjott Schneider.

## Fernsehen und Kino
- Chronologische Übersicht: Liste der Produktionen der Augsburger Puppenkiste

Ab 1953 wurde die Puppenkiste auch bundesweit bekannt: Am 21. Januar, wenige Wochen nach Premiere der Tagesschau, fand die erste Fernsehsendung mit der Geschichte Peter und der Wolf statt.
Die Sendung wurde im „Bunker“ des NWDR in Hamburg nachgespielt und – wie auch die folgenden, bis 1954 vom Hessischen Rundfunk im Frankfurter Fernsehstudio produzierten Sendungen – aufgrund fehlender Aufzeichnungstechnik live übertragen. Zwischen 1956 und 1959 war der Bayerische Rundfunk eine weitere Station der Puppenkiste, da der Hessische Rundfunk in diesem Zeitraum sein Kinderprogramm abgesetzt hatte. Nach der Wiedereinführung bot dieser dem Hausautor Manfred Jenning die Möglichkeit an, seine Idee eines Mehrteilers (Die Geschichte der Muminfamilie) zu realisieren, und die Puppenkiste ging wieder zum HR. 
Waren diese ersten Fernsehproduktionen der Puppenkiste noch abgefilmtes Theater, wurde schon bald mit dem Aufwand eines Spielfilms gedreht. Pro Arbeitstag entstanden nun drei bis vier Sendeminuten. Den Puppenspielern, die wegen der Scheinwerfer bei etwa 60 Grad arbeiteten, stand dabei der Schweiß auf der Stirn. Produziert wurde fortan im zum Studio umgebauten Foyer des Augsburger Theaters. Unter Jennings Leitung entwickelten sich die reinen Theateraufzeichnungen zu echten Fernsehfilmen, die alle Möglichkeiten des Mediums ausschöpften. Die Fernsehstücke wurden früh von den Bühneninszenierungen abgekoppelt. So kam es, dass all die bekannten Fernsehstars nie auf der Bühne in Augsburg zu sehen waren.

### 1960er/1970er Jahre
Zu den ersten großen „Stars an Fäden“ zählten – noch in schwarz-weiß produziert – Die Muminfamilie (1959/1960, zwei Staffeln), Jim Knopf und Lukas der Lokomotivführer (1961/1962, zwei Staffeln, Neuverfilmung in Farbe 1976/1977), Der kleine dicke Ritter (1963), Klecksi, der Tintenfisch (1963), von dem leichtsinnigerweise fast alles vernichtet wurde, und der Kater Mikesch (1964).
Produziert wurde seit 1954, abgesehen von einem kurzen Zwischenspiel beim Bayerischen Rundfunk 1956–1958, mit dem Hessischen Rundfunk.
Ab 1965 wurde im Hinblick auf das kommende Farbfernsehen die Löwe-Trilogie auf (16 mm)- Farbfilm produziert. Sie lief zunächst 1965–1967 noch in Schwarzweiß und wurde später in Farbe wiederholt. Nachfolgend wurden alle Puppenkiste-Produktionen farbig verfilmt: Bill Bo und seine Kumpane (1968) und Urmel aus dem Eis (1969).
Zu einem der meistverfilmten Autoren wurde Max Kruse. Er lieferte die Vorlagen zu Der Löwe ist los, Kommt ein Löwe geflogen und Gut gebrüllt, Löwe, Urmel aus dem Eis, Urmel spielt im Schloss (1974) sowie zu Don Blech und der Goldene Junker (1973) und dem Wildwest-Abenteuer Lord Schmetterhemd (1978).
Die Drehbücher zu diesen Produktionen stammten von Manfred Jenning, der ab 1970 mit Kleiner König Kalle Wirsch auch die Regie für die Fernsehstücke von Harald Schäfer übernahm. Mit Eine Woche voller Samstage wurde 1977 unter seiner Regie erstmals ein Buch von Paul Maar inszeniert. 1979 verstarb Jenning nach langer schwerer Krankheit im Alter von 50 Jahren. Seine letzten Produktionen für die Puppenkiste waren der Fernseh-Mehrteiler Lord Schmetterhemd und die Weihnachts-Sondersendung Wir warten aufs Christkind sowie das Bühnenstück Die Schneekönigin.

### 1980er/1990er Jahre
Nachfolger von Manfred Jenning bei den Fernsehproduktionen wurde Sepp Strubel. Bereits seit Anfang der 1960er war er als Sprecher für die Puppenkiste tätig und hatte mit Natur und Technik beziehungsweise Denk und Dachte (1972–1976) eine eigene wissenschaftliche Magazinreihe für Kinder mit Marionetten der Puppenkiste erdacht und umgesetzt. Strubel zog anstelle von Autoren, mit denen die Puppenkiste bereits Erfolge feiern konnte, neue Autoren für die Fernseharbeit heran. 1980 wurde der zweite Sams-Teil, nämlich Am Samstag kam das Sams zurück, nach einem Buch inszeniert, das Paul Maar im selben Jahr veröffentlichte. 1980 entstand zudem Die Opodeldoks nach einem für die Puppenkiste geschriebenen Buch von Paul Maar, 1982 die Verfilmung von Katze mit Hut. Der Weltraum wurde ein neues Ziel Strubels: Zunächst ging es auf den Apfelstern (Fünf auf dem Apfelstern, 1981), 1986/1987 kam dann der kleine Roboter Schlupp vom grünen Stern auf die Erde (Buch: Ellis Kaut).
Am 16. April 1983 musste eine reguläre Vorstellung nach ihrem Beginn abgebrochen werden, weil im Rahmen einer Publikumswette in der gerade in Augsburg stattfindenden ZDF-Show Wetten, dass..? ein kurzfristiger Auftritt der Marionetten in der Livesendung nicht für möglich gehalten wurde. Einige Akteure aus dem Puppenspielerteam begaben sich mit bekannten Marionetten zur ZDF-Show und damit unverhofft an diesem Tag ins Fernsehen. 1994 wurde die zunächst letzte Fernsehproduktion mit dem Hessischen Rundfunk realisiert: Bei Der Raub der Mitternachtssonne führte Sepp Strubel nicht mehr selbst Regie. Von ihm stammte lediglich – wie auch bei Das Burggespenst Lülü (1992) und Der Zauberer Schmollo (1993) – das Drehbuch.
1997 schaffte die Augsburger Puppenkiste mit Die Story von Monty Spinnerratz des amerikanischen Kinderbuchautors Tor Seidler den Sprung auf die Kinoleinwand. Etwa 900.000 Kinobesucher erleben mit, wie (Ratten-)Marionetten und Menschen zusammen in der New Yorker Hafen- und Unterwelt agieren. Der Film, Regie Michael F. Huse, wurde 1997 mit dem Bayerischen Filmpreis als Bester Kinderfilm ausgezeichnet.

### Seit dem Jahr 2000
2000/2001 gab es eine neue Serie fürs Fernsehen: In Lilalu im Schepperland (insgesamt 13 Folgen) werden die Abenteuer der Prinzessin des Märchen-Sing-Reiches Melodanien, des Hofküchenwichtels Pimpernell und der Krähe Lukulla im Kampf gegen die mächtige Hexe Synkopia, gegen den Roten Kobold, Hexen und Zauberer erzählt. Das Drehbuch dazu – entstanden nach Motiven der Browny Tales von Enid Blyton – stammte von Peter Scheerbaum, dem Hausautor der Puppenkiste, der bereits am Drehbuch zu Die Story von Monty Spinnerratz beteiligt war.
Weiteres Fernsehprojekt der Puppenkiste ist Ralphi (2005/2006): Der Schlaubär geht für den Wissenskanal BR-alpha auf Erkundungstour. Kindgerecht werden verschiedenste Themen aufbereitet. Ralphi ist jedoch nicht in den Fantasiewelten der Puppenkiste, sondern in der Realität unterwegs: Er besucht Museen, ist auf Flüssen und Seen unterwegs oder auf Stippvisite bei Bürgermeistern.
Außerdem produziert die Puppenkiste Dokumentationen, die sich an Kinder wie auch Erwachsene richten: In Augusta Kasperlicorum (2004) stellt der Kasperl der Puppenkiste seine Stadt vor. Als Beitrag zum Mozartjahr begibt sich der Kasperl in Augusta Mozarteum (2006) auf die Spuren des berühmten Komponisten, dessen Vater wie auch der Kasperl Sohn der Stadt Augsburg ist. Beide Dokumentationen sind lediglich auf DVD erschienen.
Zu ihren Wurzeln kehrte die Puppenkiste mit der Verfilmung des Kabaretts zurück: An Silvester 2005 wurde mit dem Kabarett der Puppen ein Zusammenschnitt der aktuellen Augsburger Inszenierung gezeigt, abgefilmt von der Bühne des Augsburger Stammhauses. Des Weiteren werden seit dem 1. April 2006 verschiedene Musiknummern aus dem Kabarettprogramm als Pausenfüller auf BR-alpha unter dem Titel Poesie des Staunens präsentiert.
Im Herbst 2011 hat die Leitung von KiKA die Sendungen der Augsburger Puppenkiste als nicht mehr zeitgemäß eingestuft und aus dem Programm genommen. Nachdem Bayerns Staatsminister für Unterricht und Kultus, Ludwig Spaenle, Anfang 2012 sich darüber aussprach, dass er sich um das gemeinsame Kinderprogramm von ARD und ZDF sorge, kam das Thema „Puppenkiste im TV“ wieder auf. Ab Mitte März 2012 gab es die Überlegung einer Kooperation von Bayerischem Rundfunk und Puppenkiste bezüglich Fernseh-Neuinszenierungen.
Im Jahre 2016 verewigte die Augsburger Puppenkiste ihre Inszenierung der biblischen Weihnachtsgeschichte auf Film. Dieser war während der Adventszeit bundesweit im Kino zu sehen. Im folgenden Jahr veröffentlichte die Augsburger Puppenkiste ihren dritten Kinofilm Als der Weihnachtsmann vom Himmel fiel nach dem gleichnamigen Kinderbuch von Cornelia Funke, 2018 den Kinofilm Geister der Weihnacht nach Charles Dickens’ A Christmas Carol.

## Tournee-Projekte
Zu ihrem 50. Jubiläum begab sich die Augsburger Puppenkiste 1998 auf eine zweijährige Tournee durch Deutschland, unterstützt durch den „Bertelsmann Club“.
Seit 2003 tourt das Marionettentheater mit dem Mutmachstück Das kleine Känguru und der Angsthase nach einem Buch von Paul Maar durch deutsche Kinderkliniken. Das Stück wurde auch zwischen dem 29. April und 7. Mai 2006 dreimal täglich bei einem Besuch der Puppenkiste in der japanischen Partnerstadt Augsburgs, Amagasaki, aufgeführt.
Im Jahr 2006 startete eine weitere Tournee, Ziel sind Kindergärten. Durch das Stück Paula und die Kistenkobolde von Peter Scheerbaum sollen Kinder lernen, mit ihren Gefühlen umzugehen. Das Stück wurde im Rahmen des Projekts Papilio des beta-Institutes unter Berücksichtigung wissenschaftlicher Erkenntnisse erarbeitet. Auftakt der Papilio-Tournee war am 7. März 2006 im Bayerischen Landtag in München.
Außerdem tourt die Augsburger Puppenkiste mit dem Stück Urmels große Reise durch Deutschland.

## „Die Kiste – Das Augsburger Puppentheatermuseum“
Am 6. Oktober 2001 wurde Die Kiste – Das Augsburger Puppentheatermuseum im ersten Stock des Heilig-Geist-Spitals direkt über den Theaterräumlichkeiten eröffnet. In einer Dauerausstellung werden die bekannten Stars an Fäden wie das Urmel, Jim Knopf und Kalle Wirsch gezeigt. In halbjährlich wechselnden Sonderausstellungen werden sowohl Figuren aus dem Fundus als auch von anderen Theatern und Sammlungen zu verschiedenen, oft aktuellen Puppentheaterthemen präsentiert.

## Musik
Einige der bekanntesten Stücke der Augsburger Puppenkiste, wie Das Lummerlandlied, wurden von Hermann Amann komponiert.
Die Gruppe Dolls United erzielte mit einer Dance-Version von Eine Insel mit zwei Bergen aus der Puppenkisten-Verfilmung von Jim Knopf und Lukas der Lokomotivführer im September 1995 einen Hitparadenerfolg im deutschsprachigen Raum (Rang 2 der deutschen Hitparade). In Deutschland wurde die Single 1996 für mehr als 500.000 verkaufte Exemplare mit einer Platin-Schallplatte ausgezeichnet.
2017 traten Figuren der Augsburger Puppenkiste zusammen mit „Ärzte“-Sänger Bela B. in dessen Musikvideo Einer bleibt liegen auf.

## Auszeichnungen
Im Jahr 2004 wurde die Augsburger Puppenkiste mit der Goldenen Kamera ausgezeichnet.
Florian Moch, Regisseur und Puppenbauer, wurde 2020 mit dem Kunstförderpreis der Stadt Augsburg im Bereich Literatur ausgezeichnet. Der Preis wurde ihm unter anderem für seine Puppenkisten-Inszenierungen Der Ring des Nibelungen und Die Bremer Stadtmusikanten verliehen.

## Bemerkenswertes
Der FC Augsburg kooperiert seit 2009 mit dem Marionettentheater. Im Rahmen dieser Kooperation tippt der Kasperl vor jedem Heimspiel das Ergebnis. Zudem überreicht der Kapitän des FCA dem gegnerischen Kapitän anstelle eines Wimpels eine jährlich wechselnde Marionette. In der Saison 2015/16 war Kater Mikesch das Geschenk an die Gäste, in den Jahren davor wurden unter anderem Urmel, Jim Knopf und Lukas, der Lokomotivführer überreicht. Nach jedem Tor des FCA wird als Torhymne die Melodie Eine Insel mit zwei Bergen aus der Verfilmung von Jim Knopf und Lukas der Lokomotivführer eingespielt.

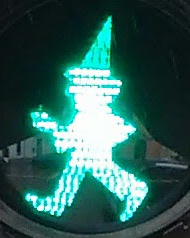
Augsburger Kasperle-Ampel

Seit Juli 2017 gibt es nahe der Spielstätte der Augsburger Puppenkiste eine Fußgängerampel mit einem grünen Kasperl.
Im September 2020 veröffentlichte der Schriftsteller Thomas Hettche den Roman Herzfaden, in welchem die Augsburger Puppenkiste eine zentrale Rolle spielt, im Verlag Kiepenheuer & Witsch. Mit diesem Roman wurde Hettche für den Deutschen Buchpreis 2020 nominiert.
Im Frühjahr 2021 gab das Bayerische Kultusministerium bei der Augsburger Puppenkiste ein Erklärvideo zum Thema „Corona-Selbsttest“ an Schulen in Auftrag. Im Augsburger Dialekt erklärt „Dr. Kasperl“ Kindern den Umgang mit dem Selbsttest. Das Video wurde auch überregional zum Hit.
Nachdem die Puppenkiste 1948 mit dem Märchen Der gestiefelte Kater eröffnet worden war, feierte sie ihr 75. Jubiläum ebenfalls mit der Inszenierung eines Märchens der Brüder Grimm, mit Rapunzel in einer zeitgemäßen Fassung von Regisseur Florian Moch.

## Publikationen
- Die Jubiläums-CD: 50 Jahre Augsburger Puppenkiste. Tis (Warner) 1998.
- Die Weihnachtsgeschichte. DVD. Gerth Medien, 2018.